# Вулиця Малі Кривчиці
Вулиця Малі Кривчиці — вулиця у Личаківському районі міста Львів, місцевість Великі Кривчиці. Пролягає від вулиці Глиняної до вулиці Приязної, утворюючи перехрестя з вулицею Лотоцького.

## Історія та забудова
Вулиця виникла у складі села Кривчиці під назвою Ясна. У 1962 році, після включення Кривчиць до складу Львова, за одними джерелами отримала сучасну назву, за іншими — була перейменована на вулицю Погожу, а сучасну назву Малі Кривчиці має лише з 1993 року.
Забудована одноповерховими будинками 1930-х—1960-х років та сучасними садибами.